# Dolaincourt
Dolaincourt ist eine französische Gemeinde im Département Vosges in der Region Grand Est (bis 2015 Lothringen). Sie gehört zum Arrondissement Neufchâteau und zum Gemeindeverband Ouest Vosgien.

## Geografie
Die Gemeinde Dolaincourt liegt an der Sermone, einem Nebenfluss des Vair, zehn Kilometer östlich von Neufchâteau. Sie grenzt im Westen, Norden und Osten an Vouxey, im Südosten an Balléville, im Süden an Courcelles-sous-Châtenois und im Südwesten an Châtenois. Die Bewohner nennen sich Dolanicurtiens.

## Bevölkerungsentwicklung
| Jahr                       | 1962 | 1968 | 1975 | 1982 | 1990 | 1999 | 2008 | 2020 |
| Einwohner                  | 94   | 104  | 76   | 61   | 74   | 68   | 83   | 101  |
| Quellen: Cassini und INSEE |      |      |      |      |      |      |      |      |

## Sehenswürdigkeiten
- zwei Flurkreuze, eines an der Kirche, das andere an der Mairie, beide Monuments historiques
- Kapelle aus dem 16. Jahrhundert
- Kirche Saint-Genest aus dem 18. Jahrhundert
- Chalet an der Source Sulfureuse de la Sarmery, einer Natriumsulfid-Arsen-Quelle

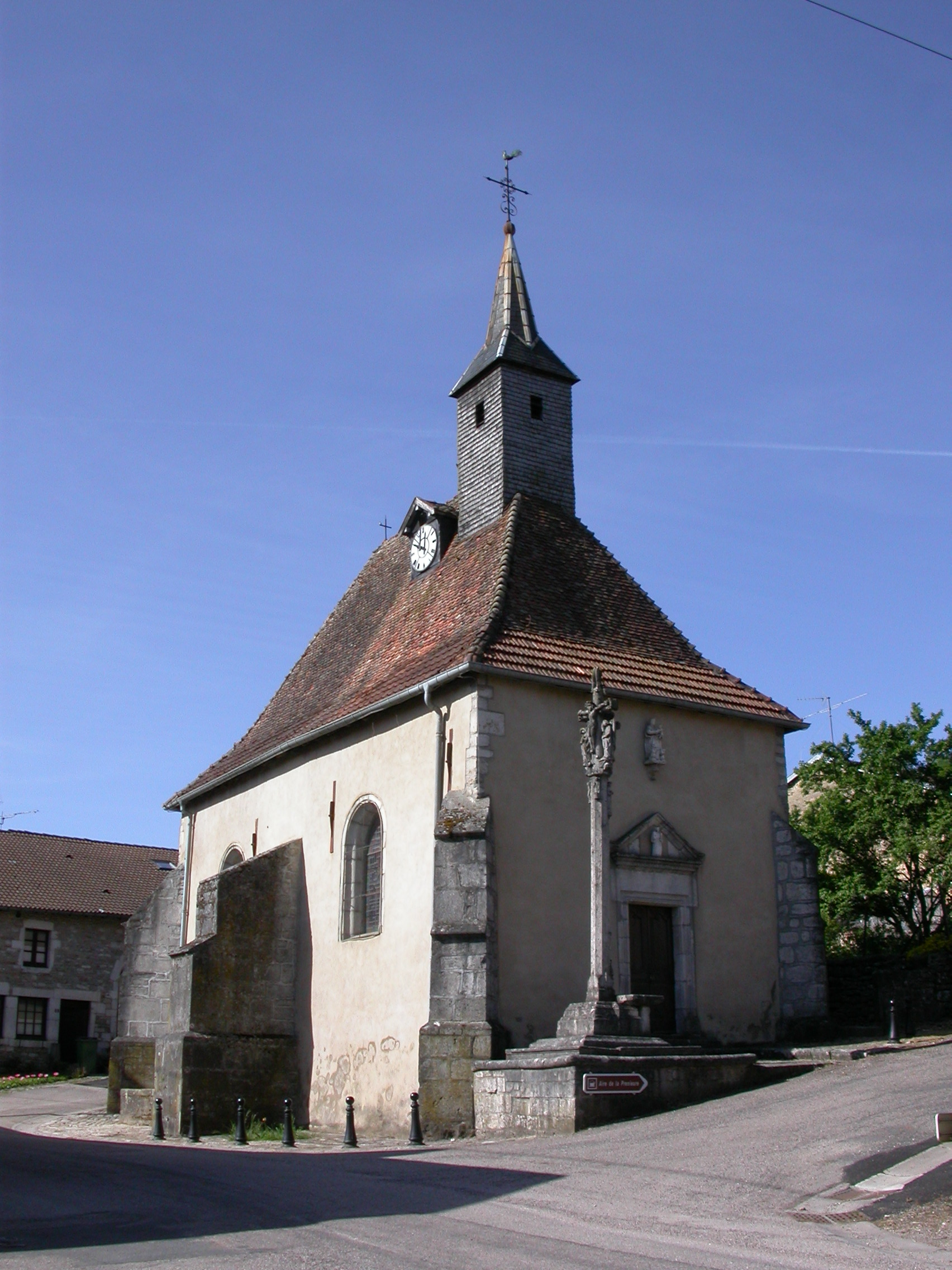
Kirche Saint-Genest
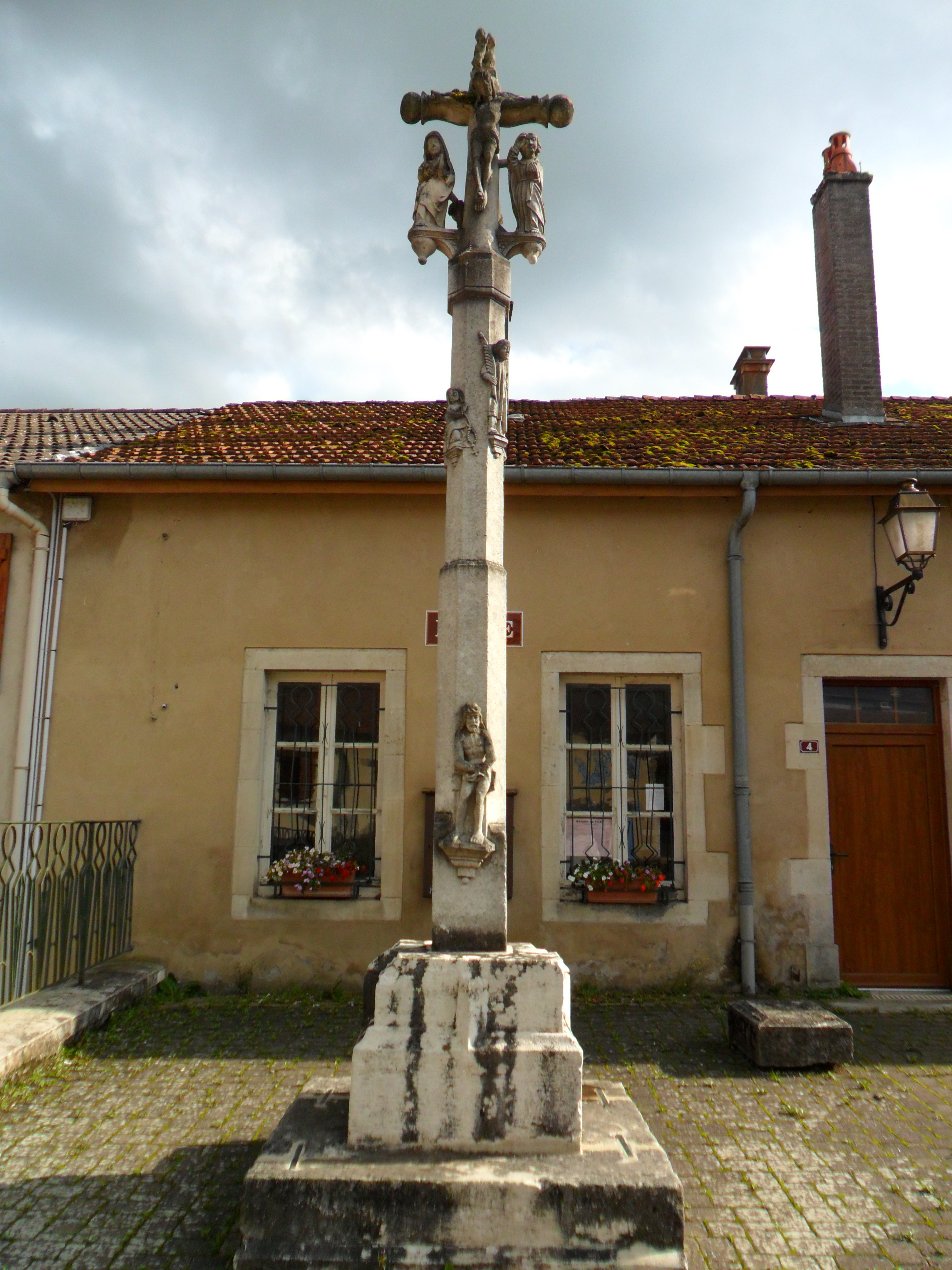
Steinernes Flurkreuz im Dorfzentrum
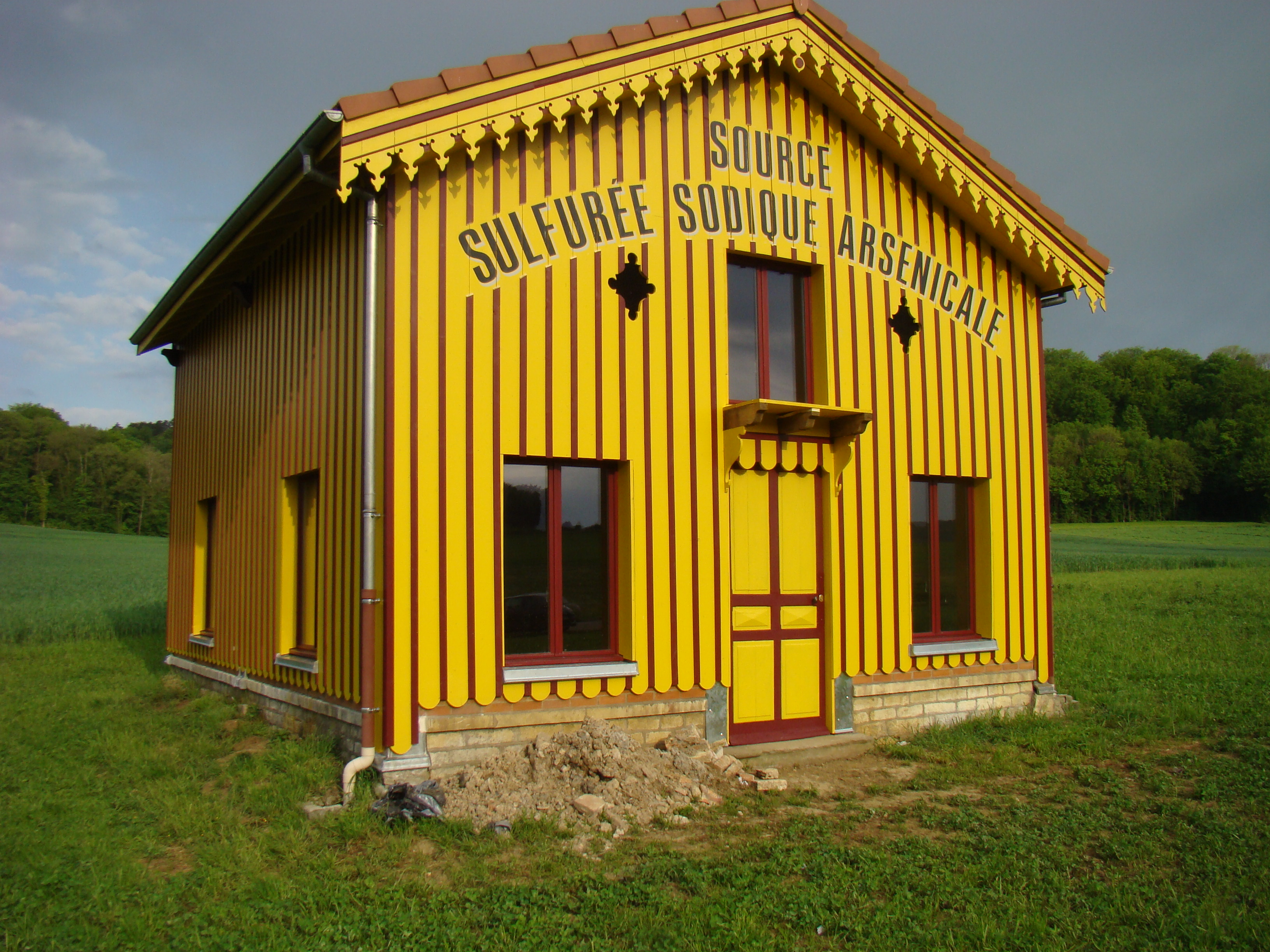
Chalet an der Sarmery-Quelle